# 비몽 (전한)
비몽(祕蒙, ? ~ 기원전 88년)은 전한 중기의 제후로, 개국공신 비팽조의 현손이다.

## 생애
원정 5년(기원전 112년), 아버지 비진의 뒤를 이어 대후(戴侯)에 봉해졌다.
후원 원년(기원전 88년) 5월 갑술일, 무고에 연루되어 요참에 처하고, 봉국은 폐지되었다.

## 출전
- 사마천, 《사기》 권18 고조공신후자연표
- 반고, 《한서》 권16 고혜고후문공신표

| 전임 아버지 대안후 비진 | 전한의 대후 기원전 112년 ~ 기원전 88년 5월 갑술일 | 후임 (봉국 폐지) |